# 馬修·霍恩
馬修·霍恩（Mathew Frazer Horne，1978年9月6日—）是英國的一位演員。他出演過蓋文和史翠西等情景喜劇。霍恩出生在諾丁漢。